# Hönö
Hönö es una isla y localidad del municipio de Öckerö en el archipiélago de Gotemburgo, Suecia. La isla, que tiene la mayoría habitantes del municipio, se encuentra al sur de Öckerö en la provincia de Västra Götaland. Tenía una población de 9114 habitantes en 2023, en un área de 6,41 km².